# Ralevo, Plevna
Ralevo (în bulgară Ралево) este un sat în comuna Plevna, regiunea Plevna,  Bulgaria. 

## Demografie
Componența etnică a satului Ralevo
     Bulgari (80,16%)
     Romi (19,83%)
     Nicio identificare (0%)
     Altele (0%)
La recensământul din 2011, populația satului Ralevo era de 242 locuitori. Din punct de vedere etnic, majoritatea locuitorilor (80,16%) erau bulgari, cu o minoritate de romi (19,83%). Pentru 0% din locuitori nu este cunoscută apartenența etnică.